# Laspeyria signata
Laspeyria signata là một loài bướm đêm trong họ Erebidae.